# 徐深吉
徐深吉（1910年1月31日—2000年8月8日），中国人民解放军中将，1955年获一级八一勋章、一级独立自由勋章、一级解放勋章。1988年获一级红星功勋荣誉章。文化大革命中的1967年4月他被定为“走资派”被打倒，1969年10月被下放江西南昌劳动。1973年3月得到平反。